# Chudoslavice
Obec Chudoslavice (německy Kutteslawitz) se nachází v okrese Litoměřice v Ústeckém kraji, necelých 7 km severovýchodně od Litoměřic. Rozkládá se v Českého středohoří na jižním úpatí vrchu Trojhora; protéká jí Chudoslavický potok. V obci žije 176 obyvatel.

## Historie
První písemná zmínka pochází z roku 1545.

## Obyvatelstvo
|                                                        | 1869 | 1880 | 1890 | 1900 | 1910 | 1921 | 1930 | 1950 | 1961 | 1970 | 1980 | 1991 | 2001 | 2011 |
| ------------------------------------------------------ | ---- | ---- | ---- | ---- | ---- | ---- | ---- | ---- | ---- | ---- | ---- | ---- | ---- | ---- |
| Obyvatelé                                              | 235  | 219  | 227  | 219  | 218  | 201  | 184  | 105  | 119  | 117  | 117  | 97   | 108  | 104  |
| Domy                                                   | 38   | 40   | 40   | 39   | 39   | 41   | 41   | 40   | 43   | 23   | 25   | 29   | 36   | 39   |
| Data z roku 1961 zahrnují i domy místní části Myštice. |      |      |      |      |      |      |      |      |      |      |      |      |      |      |

## Části obce
- Chudoslavice
- Myštice – 1 km jižně

## Pamětihodnosti
- Venkovské usedlosti čp. 3 a 7
- Sýpka u čp. 34
- Buk pod Trojhorou – památný strom (buk lesní) asi 300 metrů jihozápadně od vrcholu Trojhory, při lesní cestě od obce (přibližné souřadnice 50°35′25″ s. š., 14°11′15″ v. d.

## Galerie

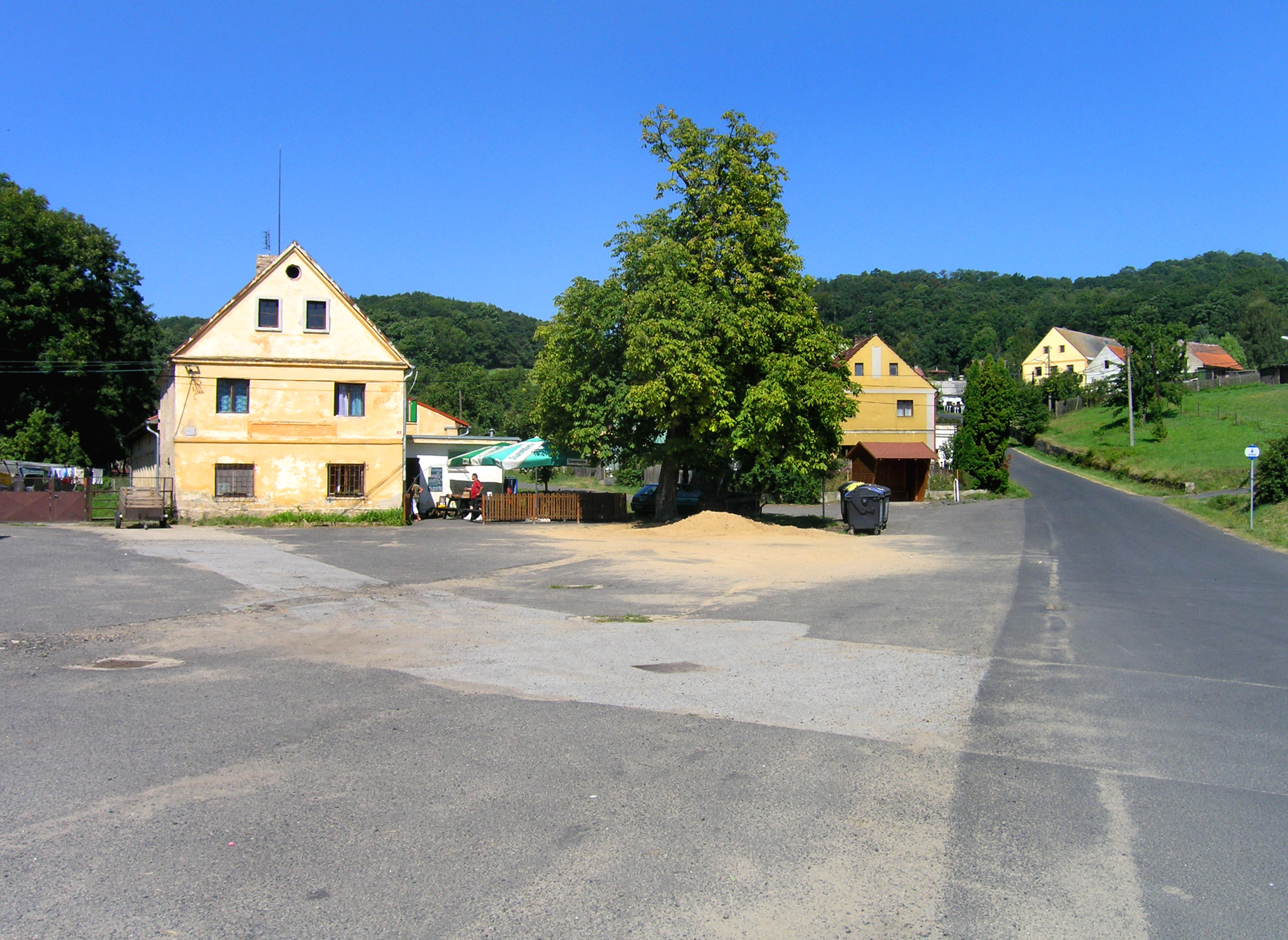
Náves
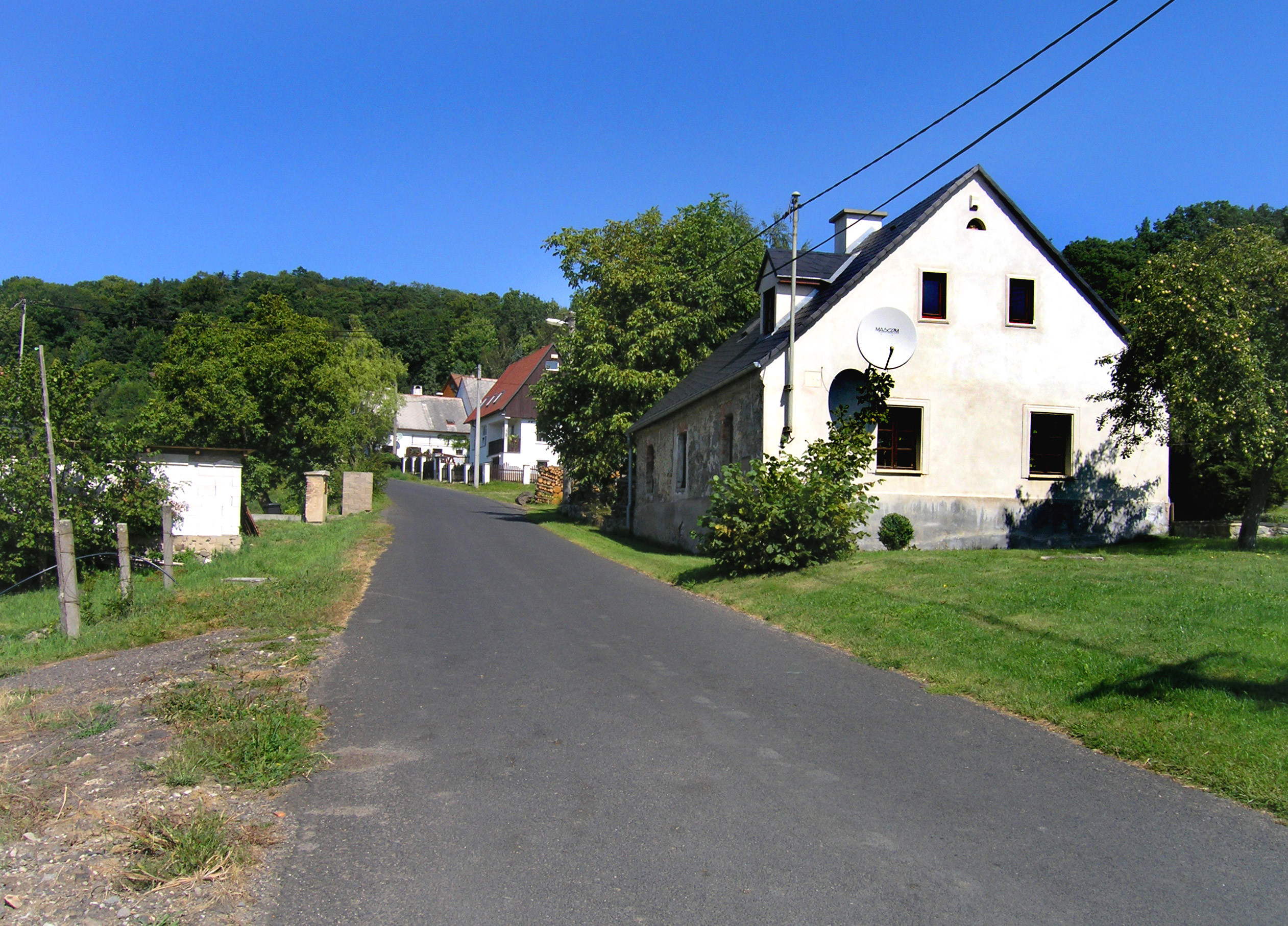
Domky na severu